# May Day (музичка група)
Меј Деј је српска поп-денс група популарна деведесетих година прошлог века. Издали су два албума.

## Чланови
- Александар Костур
- Ненад Јовановић
- Саша Новаковић
- Тамара Милановић
- Жарко Радосављевић

## Дискографија

### Албуми
- 1994. Ноћ са тобом
- 1996. Торнадо